# HTC Tanager
HTC Tanager（研發代號），是台灣宏達電公司所推出的智慧型手機，2003年4月於歐洲首度發表，2003年5月27日，由長遠電信附屬公司Synergy將瑞典Qtek 7070引入香港成為全球首部採用中文微軟操作系統的智慧型手機。其上首次搭載了台灣友立資訊子公司友笙資訊（2003年10月被宏達電併購）開發的IA Album與IA File Manager Pack。客製版本Qtek 7070，i-mate Smartphone，Orange SPV E100，Smart Amazing Phone。

## 技術規格
- 處理器：TI OMAP5910 120MHz
- 作業系統：Microsoft SmartPhone 2002
- 記憶體：ROM：32MB，RAM：16MB
- 尺寸：120.4 毫米 X 50.1 毫米 X 23.5 毫米
- 重量：127g（含電池）
- 螢幕：QCIF 解析度、2.2 吋 TFT-LCD螢幕
- 網路：GSM/GPRS
- 相機：可外接，32萬像素
- 電池：1000mAh充電式鋰或鋰聚合物電池

## 外部連結
- HTC（页面存档备份，存于）
- Qtek
- Dopod